# Betina Kastbjerg
Betina Kastbjerg, née le 25 novembre 1971 à Herning (Danemark), est une femme politique danoise, membre des Démocrates danois.

## Biographie
Betina Kastbjerg suit des études de commerce à Herning et travaille ensuite successivement comme assistance administrative puis comme chef de projet pour différentes entreprises.
En août 2022, elle est investie candidate aux élections législatives dans le Jutland de l'Ouest pour les Démocrates danois, le nouveau parti fondé par l'ancienne ministre libérale Inger Støjberg. Elle est élue députée au Folketing lors des élections législatives du 1er novembre. Après le scrutin, elle devient la porte-parole du groupe parlementaire des Démocrates danois sur les questions de justice, de consommateurs et d'entreprises.